# Бишоп (Калифорния)
Бишоп (англ. Bishop) — самый густонаселенный и единственный инкорпорированный город в округе Иньо в штате Калифорния в Соединённых Штатах Америки. 
Согласно данным переписи населения США 2020 года число жителей города 
составляло 3 819 человек, что чуть меньше (− 1.5%), чем было во время предыдущей переписи проводившейся в 2010 году (3 879 человек).

## История
Первоначально поселение называлось Бишоп-Крик (англ. Bishop Creek).
Местные жители позиционируют Бишоп как «Мировую столицу мулов», и с 1969 года проводится недельный фестиваль под названием Дни мулов Бишопа, отмечающий вклад региона в разведение вьючных мулов. Фестиваль привлекает множество туристов, в основном из Южной Калифорнии.
Бишоп хорошо известен в сообществе скалолазов; рядом с городом находится множество мест для скалолазания, которые привлекают посетителей со всего мира. В Бишопе более 2000 мест для боулдеринга.
В Бишопе было снято несколько вестернов, в том числе фильмы с участием Джона Уэйна, Чарлтона Хестона и Джоэла Маккри.

## География
Он расположен недалеко от северного конца долины Оуэнс в пустыне Мохаве, на высоте 4150 футов (1260 метров). Город был назван в честь ручья Бишоп-Крик, вытекающего из хребта Сьерра-Невада; сам ручей же был назван в честь Сэмюэля Эддисона Бишопа, поселенца-пионера жившего в долине Оуэнс. 
Бишоп является коммерческим и жилым центром, в то время как многие места отдыха и туристические достопримечательности в Сьерра-Неваде расположены поблизости. Город занимает является крупнейшим сообществом округа по численности населения и площади.
Согласно данным Бюро переписи населения США, общая площадь города составляет 1,9 квадратных мили (4,9 км2), более 97% этой территории приходится на сушу.